# 希爾微分方程
希爾微分方程或是希爾方程是指以下的二階常微分方程
{\displaystyle {\frac {d^{2}y}{dt^{2}}}+f(t)y=0,}
其中f(t)為週期函數
希爾微分方程得名自1886年發現此方程的天文學家喬治·希爾
一般會假設f(t)的週期為π，則希爾方程可以改寫為f(t)的傅里叶级数：
{\displaystyle {\frac {d^{2}y}{dt^{2}}}+\left(\theta _{0}+2\sum _{n=1}^{\infty }\theta _{n}\cos(2nt)+\sum _{m=1}^{\infty }\phi _{m}\sin(2mt)\right)y=0.}
希爾方程中特殊的例子有马丢方程（只對應n = 0, 1的情形）以及Meissner方程。
在研究週期微分方程時，希爾微分方程是重要的範例。依照f(t)的不同，其解可能一直是有界的，也有可能其振盪的振幅會指數成長。Hill微分方程的準確解可以由弗洛凱理論描述。其解也可以用Hill行列式表示。
希爾微分方程最早是應用在月球穩定性的研究，不過後來也用在許多其他的領域，包括四極桿質量分析器的建模，像是晶體中電子的一維薛定谔方程等。

## 外部連結
- Hazewinkel, Michiel (编), , , Springer, 2001, ISBN 978-1-55608-010-4
- 埃里克·韦斯坦因. . MathWorld.
- Wolf, G., , Olver, Frank W. J.; Lozier, Daniel M.; Boisvert, Ronald F.; Clark, Charles W.  (编), , Cambridge University Press, 2010, ISBN 978-0521192255, MR2723248